# 양용모 (군인)
양용모(梁龍模, 충청북도 보은군, 1967년 ~ )은 대한민국의 군인이며, 제 37대 해군참모총장이다.

## 학력
- 건국대학교사범대학부속고등학교 졸업[2][3]
- 해군사관학교 44기 학사

## 경력
- 제9잠수함전단 제91잠수함전대 최무선함(SS 063) 함장
- 2012년 8월~2015년 12월: 국방정보본부 해외정보부 주하와이 국방무관 (호놀룰루 총영사관 근무)
- 2015년 12월~2016년 6월: 잠수함사령부 91잠수함전대장
- 2016년 6월~2016년 10월: 해군본부 비서실장
- 2016년 10월~2018년 1월: 해군사관학교 생도대장 겸 부교장
- 2018년 1월~2018년 11월: 국방부 국방개혁실 국방운영개혁추진관
- 2018년 11월~2019년 11월: 제2함대 제2해상전투단장 겸 부사령관
- 2019년 11월~2020년 5월: 한미연합군사령부 인사참모부장
- 2020년 5월~2020년 12월: 해군본부 인사참모부장
- 2020년 12월~2021년 12월: 제5대 잠수함사령관[4][5]
- 2021년 12월~2022년 6월: 해군본부 인사참모부장
- 2022년 6월~2023년 10월: 합동참모본부 군사지원본부장
- 2023년 10월 ~ : 해군참모총장

## 진급
- 2016년: 해군준장 진급
- 2020년: 해군소장 진급
- 2022년: 해군중장 진급
- 2023년: 해군대장 진급